# Odil Ahmedov

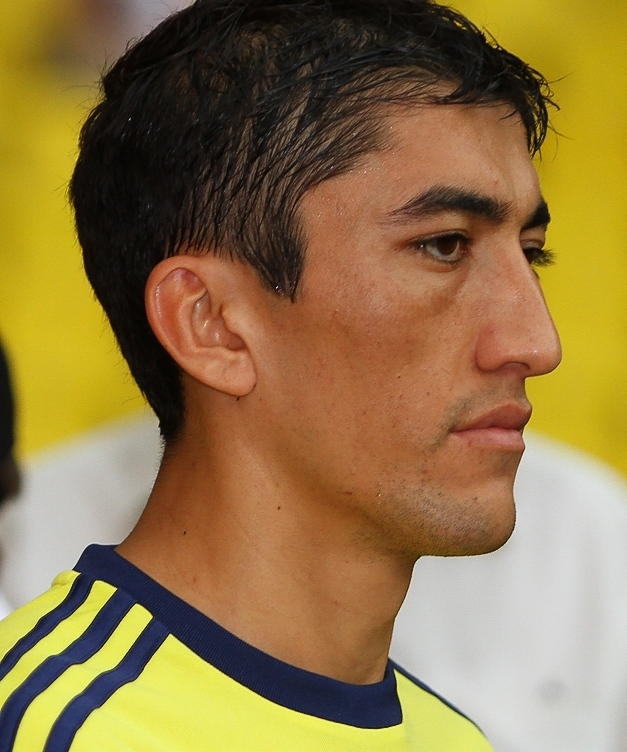
Odil Ahmedov (2012)

Odil Ahmedov (uzbecky Одил Аҳмедов) uváděný i jako Odil Achmedov (uzbecky Одил Аxмедов; * 25. listopadu 1987, Namangan, Uzbecká sovětská socialistická republika, SSSR) je uzbecký fotbalový záložník a reprezentant, od roku 2014 hráč klubu FK Krasnodar. Hraje na postu defenzivního záložníka, alternativně na pozici stopera (středního obránce).

## Klubová kariéra
- Pachtakor Taškent (mládež)
- Pachtakor Taškent 2006–2011
- FK Anži Machačkala 2011–2014
- FK Krasnodar 2014–

## Reprezentační kariéra
Ahmedov nastupoval za uzbecké mládežnické reprezentace.
V A-mužstvu Uzbekistánu debutoval v roce 2007.